# 聖安德烈 (聖保羅州)

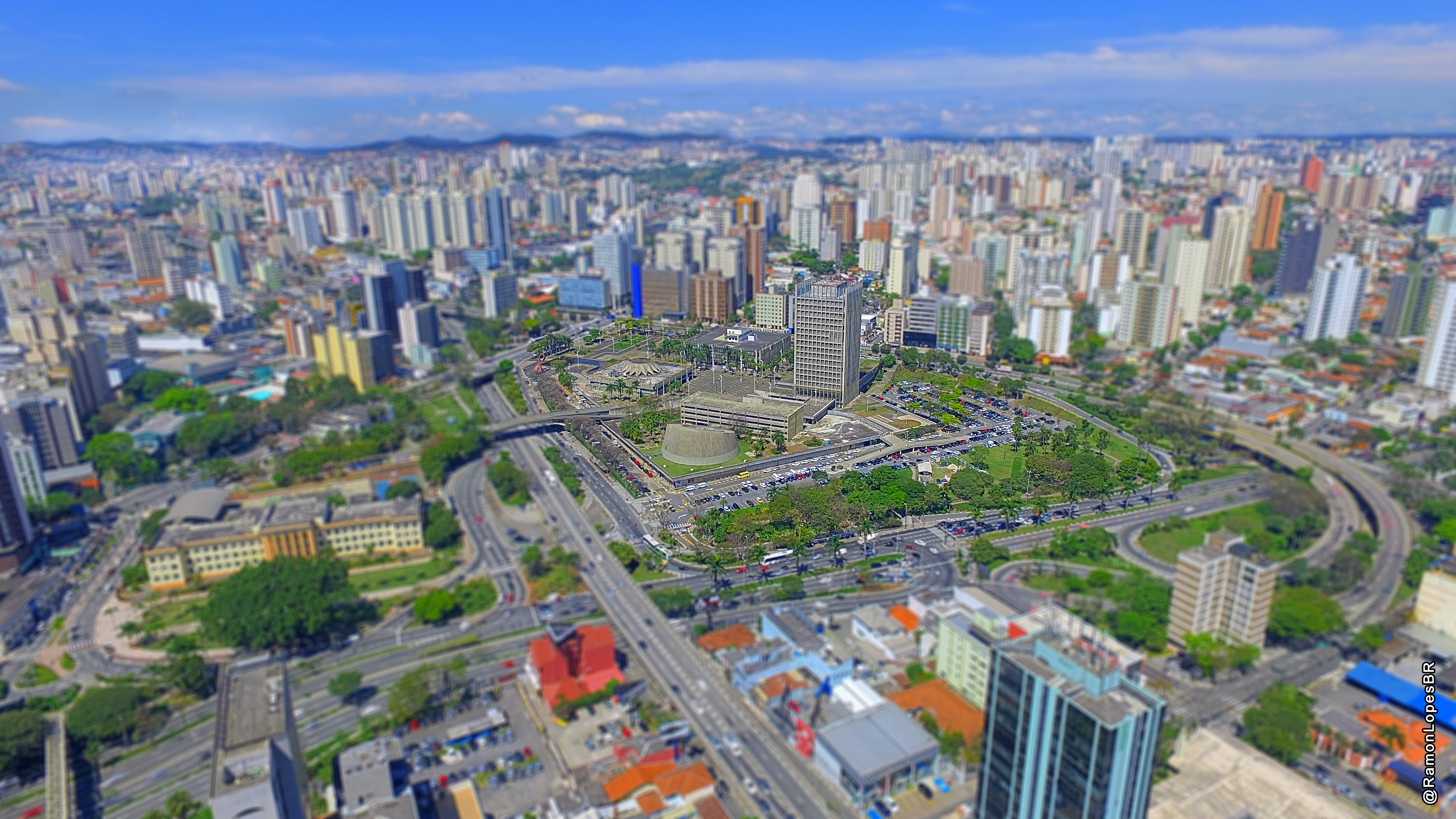
聖安德烈

聖安德烈（葡萄牙語：Santo André）是巴西的城市，位於該國東南部，距離聖保羅18公里，由聖保羅州負責管轄，始建於1553年4月8日，面積175平方公里，海拔高度700米，受亞熱帶氣候影響，2007年人口667,891人。
這裡有連接聖保羅市的鐵路，接近最繁榮的批發市場BRAS。

## 外部連結
- （葡萄牙文） Santo André City Hall （页面存档备份，存于）